# Ballet Nacional de Cuba
El Ballet Nacional de Cuba es una compañía cubana de ballet. Se considera que esta compañía es el punto cimero de la fuerte y consolidada Escuela Cubana de Ballet, fruto de la unión de Fernando Alonso, Alicia Alonso como gran ballerina y Alberto Alonso, hermano del primero y quien fue el primer bailarín profesional de Cuba.

## Historia

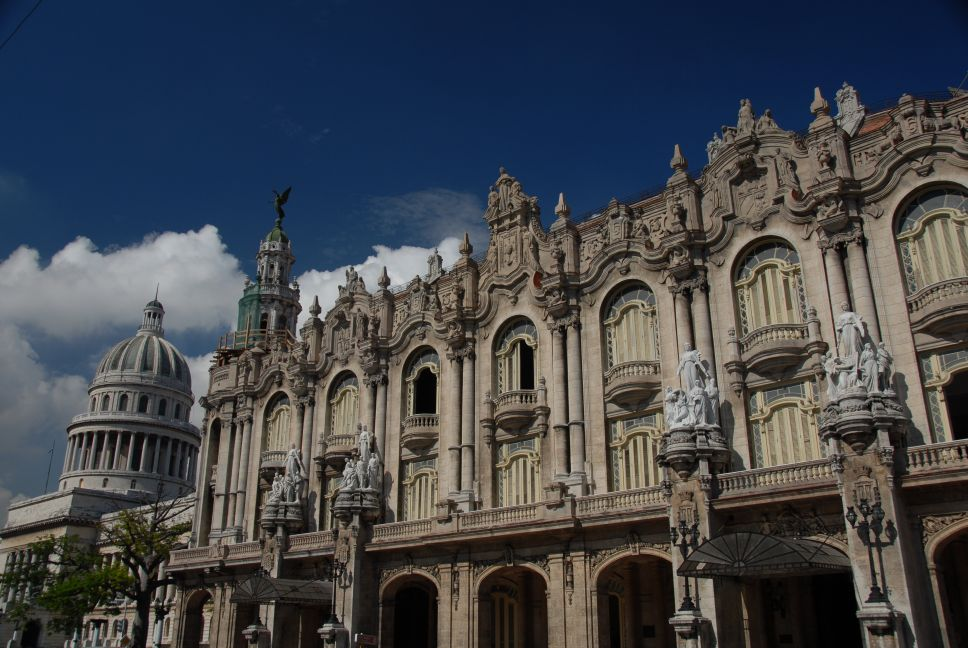
El Gran Teatro de La Habana, sede permanente de la compañía.

La compañía  se funda el 28 de octubre de 1948 con el nombre de Ballet Alicia Alonso.
Ya en su primer año de vida realiza la primera gira por varios países de Latinoamérica. En 1950 se funda la Academia Nacional de Ballet Alicia Alonso, la primera de su tipo en Cuba, donde se forjarían a partir de entonces las nuevas figuras del ballet cubano.  A partir de ese mismo año Alicia empieza a estrenar sus propias coreografías en la compañía, entre las primeras están, Ensayo Sinfónico y Lydia. Y en 1952 se incorporan al repertorio de la compañía las obras La fille mal gardée, con coreografía de Alicia Alonso y Un concierto en blanco y negro de José Parés.  El 24 de enero de 1954 estrenan en América Latina la versión completa de El lago de los cisnes y en 1955 la compañía pasa a llamarse Ballet de Cuba. 
El 20 de mayo de 1956 realizan en América el estreno de Romeo y Julieta de Prokófiev, con coreografía de Alberto Alonso, hermano menor de Fernando Alonso. En esta época, se presenta la Función de Homenaje y Desagravio, organizada por la Federación Estudiantil Universitaria (FEU) en el Estadio Universitario, en forma de protesta contra las medidas tomadas por el gobierno de Batista. En 1957 Alicia es invitada a bailar en los principales teatros de las Unión Soviética, junto a Fernando Alonso, lo que le permitió acercarse a la tradición del ballet en estos países e incorporarlas luego a la técnica del Ballet de Cuba.

### Después de 1959

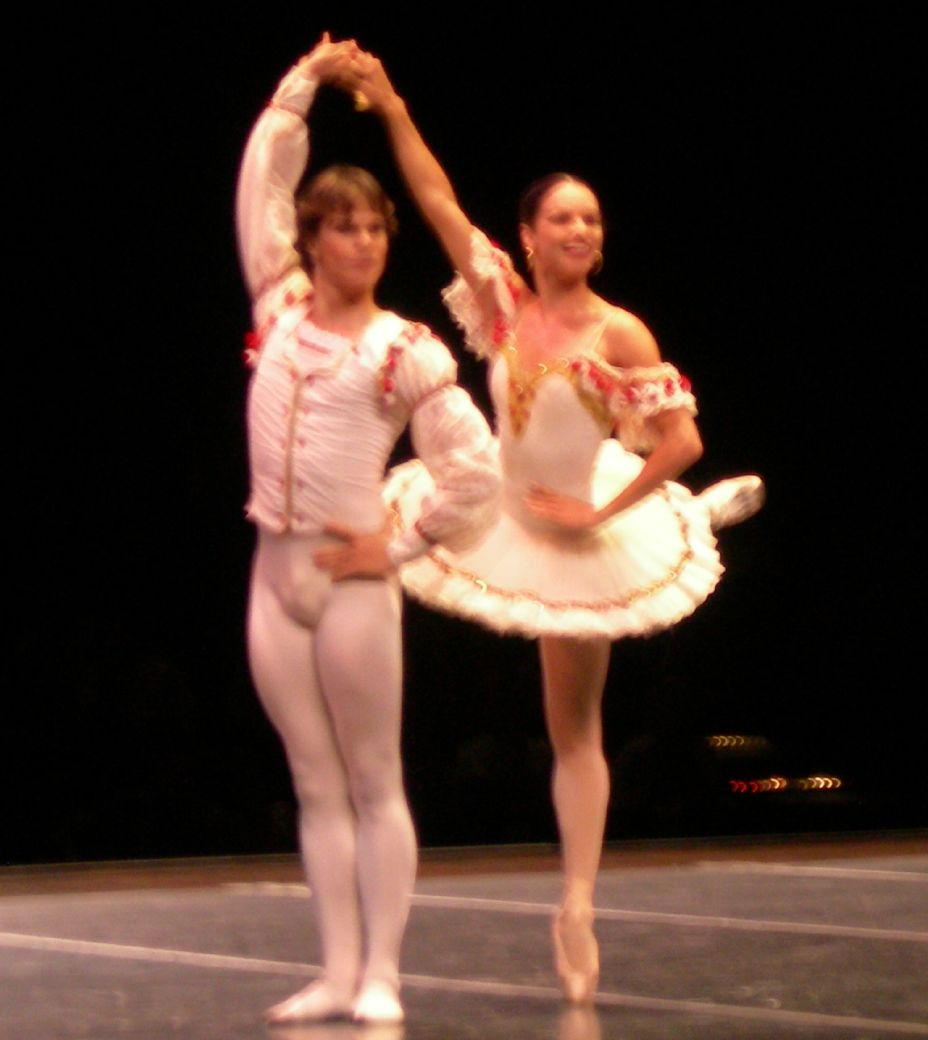
Pas de deux del ballet Don Quijote, ejecutado por Viengsay Valdés y Joel Carreño.

Cuando se produce el triunfo de la revolución cubana en 1959 la compañía se reorganiza después de un período de inactividad y asume el nombre de Ballet Nacional de Cuba, y en 1960 estrenan la obra Despertar de Enrique Martínez, basada en la gesta revolucionaria cubana. Esta época fue muy productiva para el Ballet Nacional de Cuba ya que se lleva a cabo el I Festival de Ballet de La Habana, evento que se ha convertido a partir de entonces en uno de los eventos de mayor relevancia para el ballet cubano e internacional. También se realiza la primera gira por los países socialistas de Europa y Asia.
En 1963 se filma la versión coreográfica de Alicia Alonso del ballet Giselle, incorporando el ballet a la televisión como otra forma de difusión de este arte entre la población cubana. En 1964, participan, por primera vez, en el Concurso Internacional de Ballet de Varna. Varios bailarines del Ballet Nacional de Cuba, entre ellos Mirta Plá y Josefina Méndez, obtuvieron medallas. En 1965 Loipa Araújo obtiene la Medalla de Oro para Cuba en este certamen. Este mismo año se estrena la obra Carmen, de Alberto Alonso, con Alicia Alonso en el papel de Carmen, que marcó una pauta significativa en el avance de la calidad del ballet cubano. 
El 1 de diciembre de 1965 el Ballet Nacional auspicia la creación del Ballet de Camagüey, que constituye la segunda compañía profesional de ballet en Cuba, esto permite aumentar el número de profesionales en la isla, sin perjuicio de la calidad, y permitió extender la práctica de este arte al interior del país. En 1968 se gradúan los primeros bailarines formados íntegramente en las escuelas de arte del país. Marta García Peñate obtiene el Primer Premio en la Categoría Juvenil del Concurso Internacional de Ballet de Varna, galardón que más tarde obtendría Rosario Suárez en 1970, evidenciando el aumento en la calidad del ballet cubano. Este año el Ballet Nacional y Alicia Alonso obtienen el Grand Prix de la Ville de París y las bailarinas Marta García, Loipa Araújo, Mirta Plá y Josefina Méndez obtienen el Premio Estrella de Oro en el VIII Festival Internacional de la Danza realizado en París. 
En 1973 Amparo Brito obtiene la Medalla de Oro en el Concurso Internacional de Ballet de Moscú y la Universidad de La Habana otorga a Alicia Alonso el título de doctor honoris causa en Arte. Este año el Ballet Nacional de Cuba celebra el XXV aniversario de su fundación con diversas actividades y una temporada especial con la participación de numerosas figuras extranjeras.
En 1976 Amparo Brito recibe el premio “A la más excelente participación individual” en el Concurso Internacional de Ballet de Japón, distinción que luego obtendrían Marta García en 1978 y Lázaro Carreño en 1980.
En 1978 el Ballet Nacional realiza su primera gira por los Estados Unidos. Este año se celebra el XXX aniversario de la fundación del Ballet Nacional y XXXV del debut de Alicia Alonso en Giselle. El 24 de marzo de 1980 la Unesco organiza una Gala Internacional en París en homenaje a Alicia Alonso. Le es conferida a Alicia Alonso en 1981, el Primer Grado de la orden Félix Varela, la mayor distinción que se le confiere a una figura en el campo de la cultura en Cuba. 
El I Curso Práctico Internacional de la escuela cubana de ballet se efectúa en el año 1982. En 1983, Amparo Brito y Lázaro Carreño reciben la Medalla de Oro por parejas y las máximas distinciones individuales en el Concurso Latinoamericano de Ballet y Coreografía de Brasil. Este año Loipa Araújo, Aurora Bosch, Mirta Plá y Jorge Esquivel obtienen la medalla Alejo Carpentier otorgada por el Consejo de Estado de la República de Cuba.
En 1987 el Ballet Nacional colabora con la creación de la Facultad de Arte Danzario del Instituto Superior de Arte de Cuba, que le confiere a Alicia Alonso el título de doctor honoris causa en Arte Danzario. En 1990, José Manuel Carreño obtiene el Grand Prix del Concurso Internacional de Jackson, Estados Unidos, y en 1991 Loipa Araújo, Aurora Bosch, Josefina Méndez y Mirta Plá reciben el Premio Anual del Gran Teatro de La Habana. En 1993 es creada la Cátedra de Danza Alicia Alonso en la Universidad Complutense de Madrid, fundada para incrementar la colaboración entre el ballet de Madrid y el cubano. En 1994 el coreógrafo Alberto Méndez obtiene el Premio Anual del Gran Teatro de La Habana.

## Repertorio
El repertorio de la compañía es amplio y cuenta con los mejores ballets y coreografías del mundo. Entre los más gustados están:
- Apolo
- El lago de los cisnes
- Cenicienta
- El cascanueces
- Carmen
- Coppélia
- Giselle
- Antares
- Don Quijote
- La Fille Mal Gardée
- Theme and Variations
- La Bella Durmiente
- In The Night
- La Flauta Mágica
- Festival de las Flores en Genzano
- Napoli
- Las Sílfides
- La Casa de Bernarda Alba
- Paquita

## Coreógrafos
El reportorio del Ballet Nacional de Cuba cuenta con piezas de los más grandes coreógrafos clásicos, además de renombrados artistas del siglo XX tanto cubanos como extranjeros.
- Alicia Alonso
- Eduardo Blanco
- Peter Quanz
- Claudio AJ Lobos
- Cathy Marston
- Alberto Méndez
- Alberto Alonso
- Iván Tenorio
- George Balanchine
- Jerome Robbins
- Pedro Consuegra
- José Parés